# لاتروورث
latitudeلاتروورثlongitudeلاتروورث
لاتروورث (به انگلیسی: Lutterworth) یک شهرک در بریتانیا است که در انگلستان واقع شده‌است.

## خصوصیات
لاتروورث ۸٬۲۹۳ نفر جمعیت دارد.